# Lotononis brevicaulis
Lotononis brevicaulis là một loài thực vật có hoa trong họ Đậu. Loài này được B.-E.van Wyk miêu tả khoa học đầu tiên.